# Панциру Тудор Михайлович
Тудор Михайлович Панциру (молд. Tudor Panţîru; нар. 26 жовтня 1951, Барабой, Дондюшанський район, Молдова) — молдавський і румунський юрист, голова Конституційного суду Республіки Молдова з 2017 до 2018 року.

## Біографія
Народився 26 жовтня 1951 року в селі Барабой Дондюшанського району Молдавської РСР. У 2001 році переїхав до Румунії, і в даний час живе в Бухаресті.
Закінчив юридичний факультет Молдавського державного університету. З 1977 по 1980 рік був членом колегії адвокатів Республіки Молдова. З 1980 по 1987 рік він був суддею, а з 1987 по 1990 рік — головою Фрунзенського районного суду Кишинева. Крім того з 1988 по 1990 рік Панциру був головою комісії з оцінки, прийому та просування суддів Республіки Молдова. З 1990 до 1994 року він був депутатом Парламенту Республіки Молдова та в період з 1990 до 1992 рік був головою юридичного комітету Парламенту Республіки Молдова. З 1992 до 1996 року Панциру був постійним представником Республіки Молдова при Організації Об'єднаних Націй. З червня 1996 по листопад 2001 року займав пост Міжнародного судді Європейського суду з прав людини в Страсбурзі.
У червні 2002 року Панциру був призначений суддею Конституційного суду Боснії і Герцеговини, вступив на посаду у вересні 2002 року. З травня 2003 по червень 2006 року обіймав посаду віце-президента Конституційного суду Боснії і Герцеговини. З квітня 2002 року він виконував обов'язки міжнародного судді Верховного суду Косово, а з квітня 2005 року — міжнародного судді-голови спеціальної палати Верховного суду Косово.
30 листопада 2008 він був обраний депутатом нижньої палати румунського парламенту і подав у відставку з поста міжнародного судді спеціальної палати Верховного суду Косово. Його депутатський мандат розпочався 15 грудня 2008 року.
Опублікував безліч статей в кишинівських журналах «Legea si Viata» і «Avocatul Poporului».

## Нагороди
- Meritul Civic, 1996
- орден Республіки (Молдова), 2010